# Ruan-sur-Egvonne
Ruan-sur-Egvonne is een gemeente in het Franse departement Loir-et-Cher (regio Centre-Val de Loire) en telt 90 inwoners (2009). De plaats maakt deel uit van het arrondissement Vendôme.

## Geografie
De oppervlakte van Ruan-sur-Egvonne bedraagt 11,3 km², de bevolkingsdichtheid is dus 8 inwoners per km².

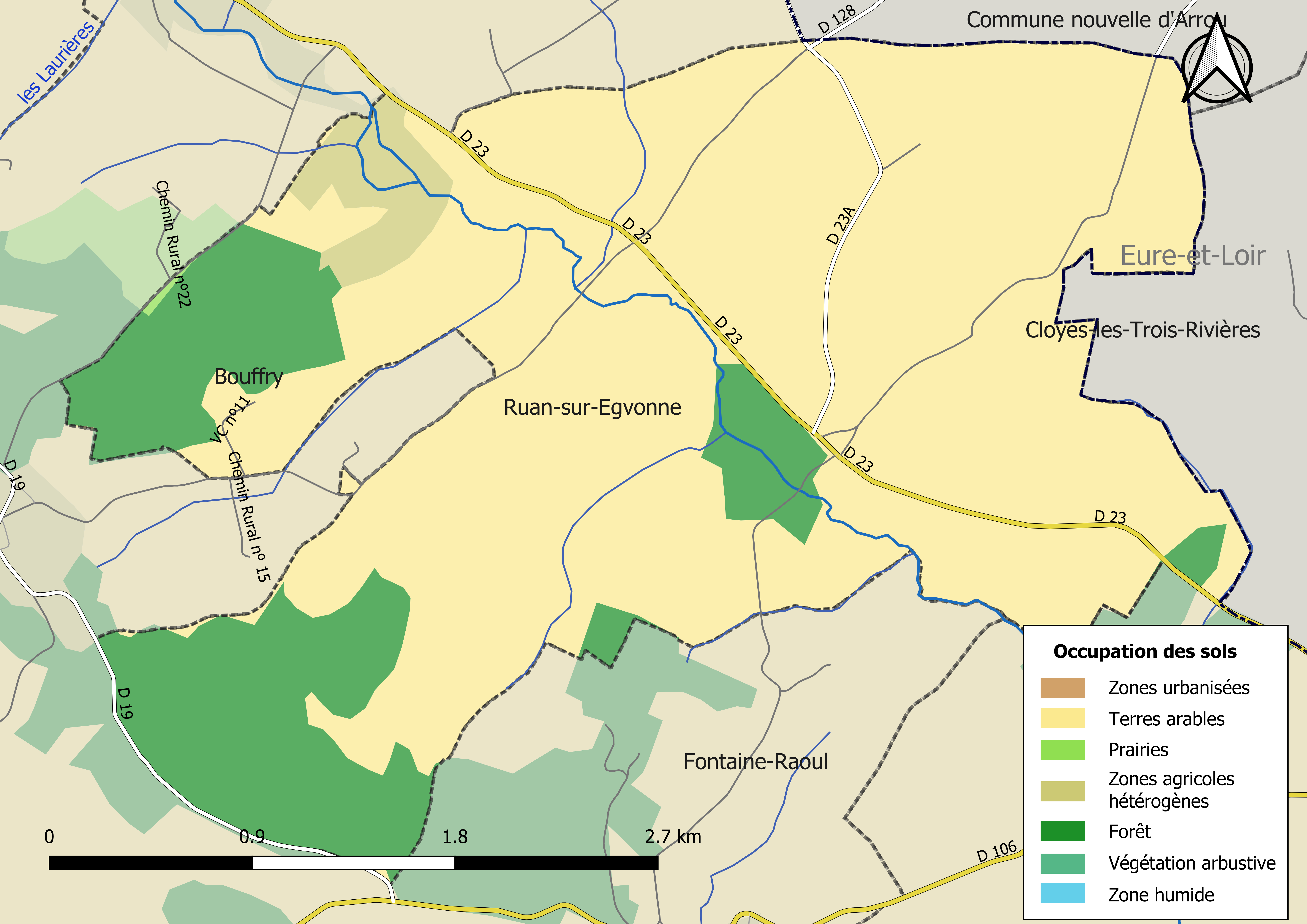
Kaart van de gemeente met de belangrijkste infrastructuur, bodemgebruik en omliggende gemeenten

## Demografie
Onderstaande figuur toont het verloop van het inwonertal (bron: INSEE-tellingen).

1. ↑  Populations de référence 2022.